# تاكومي هوريكي
تاكومي هوريكي (堀池 巧) (ولد 6 سبتمبر 1965) هو لاعب كرة قدم ياباني سابق، شارك في كأس آسيا 1988 في قطر.

## روابط خارجية
- تاكومي هوريكي على موقع الاتحاد الدولي (مؤرشف)  (الإنجليزية)
- تاكومي هوريكي على موقع رابطة كرة القدم اليابانية للمحترفين (اليابانية)
- تاكومي هوريكي على موقع قاعدة بيانات كرة القدم.إي يو (الإنجليزية)
- تاكومي هوريكي على موقع ناشيونال فوتبول تيمز (الإنجليزية)
- تاكومي هوريكي على موقع عالم كرة القدم.نت (الإنجليزية)

1. ↑  Takumi Horiike – سجل منافسات الفيفا